# رقوءة
الرقوءة  (الاسم العلمي: Ischaemum) هي جنس من النباتات يتبع الفصيلة النجيلية من رتبة القبئيات.

## أنواع الرقوءة
- رقوءة بورمية
- رقوءة بيكارية
- رقوءة ترافنكورية
- رقوءة تيمورية
- رقوءة جرداء
- رقوءة جرذونية
- رقوءة جمشتية
- رقوءة جنوبية
- رقوءة خضراء مغبرة
- رقوءة خيطية الشكل
- رقوءة دقيقة
- رقوءة ذهبية
- رقوءة رقيقة الأوراق
- رقوءة ريشية
- رقوءة زغباء
- رقوءة سفوية
- رقوءة سولاوسية
- رقوءة صوفية
- رقوءة عريضة الأوراق
- رقوءة غويانية
- رقوءة فلبينية
- رقوءة فيشرية
- رقوءة قنابية
- رقوءة كبيرة
- رقوءة كونيجية
- رقوءة لحوية
- رقوءة لينة
- رقوءة مالابارية
- رقوءة متباينة الأوبار
- رقوءة متجعدة
- رقوءة متعددة السنيبلات
- رقوءة متغيرة
- رقوءة مدارية
- رقوءة ملعقية
- رقوءة ممددة
- رقوءة ميريلية
- رقوءة نهرية
- رقوءة هدباء
- رقوءة هشة